# Dorothy Phillips
Dorothy Phillips, all'anagrafe Dorothy Gwendolyn Strible, (Baltimora, 30 ottobre 1889 – Woodland Hills, 1º marzo 1980), è stata un'attrice statunitense.

## Biografia
Nata il 30 ottobre 1889, Dorothy Phillips iniziò la sua carriera cinematografica nel 1911, a 22 anni, alla Essanay Film Manufacturing Company in un cortometraggio a fianco di Francis X. Bushman, con il quale girerà più di un film.
Chiamata anche "The Kid Alla Nazimova" per la sua bravura nell'imitare Nazimova, Dorothy Phillips sposò il regista Allen Holubar. Il matrimonio, celebrato nel 1912, durò fino alla morte di Holubar che morì per polmonite il 20 novembre 1923.
Dopo il 1927, all'avvento del sonoro, la carriera di Dorothy subì un rallentamento e la maggior parte di ruoli che le vennero affidati da quel momento in poi furono di scarsa importanza, con il suo nome che spesso non veniva neppure citato nei titoli.
Morì a Los Angeles il 1º marzo 1980 di polmonite all'età di 90 anni. Venne sepolta all'Hollywood Forever Cemetery di Los Angeles.

## Riconoscimenti
Per il suo contributo all'industria cinematografica, a Dorothy Phillips è stata dedicata una stella sulla Hollywood Walk of Fame, al 6358 di Hollywood Blvd.

## Filmografia
- His Friend's Wife, regia di Harry McRae Webster - cortometraggio (non confermata) (1911)
- The Rosary, regia di R.F. Baker - cortometraggio (1911)
- Her Dad the Constable, regia di R.F. Baker - cortometraggio (1911)
- The New Manager, regia di R.F. Baker - cortometraggio (1911)
- Love in the Hills - cortometraggio (1911)
- The Gordian Knot, regia di R.F. Baker - cortometraggio (1911)
- Live, Love and Believe - cortometraggio (1911)
- Fate's Funny Frolic, regia di R.F. Baker - cortometraggio (1911)
- Putting It Over - cortometraggio (1911)
- The Burglarized Burglar, regia di R.F. Baker - cortometraggio (1911)
- Saved from the Torrents - cortometraggio (1911)
- A False Suspicion - cortometraggio (1911)
- The Swag of Destiny - cortometraggio (1913)
- The Price of Gold - cortometraggio (1913)
- The Unburied Past - cortometraggio (1913)
- The Prophecy (1913)
- Two Social Calls (1913)
- Into the North, regia di Theodore Wharton
- The Value of Mothers-in-Law (1913)
- The Final Judgment, regia di Archer MacMackin (1913)
- The Sign (1913)
- The Power of Conscience, regia di Theodore Wharton (1913)
- Their Baby (1913)
- The Man Who Lost, But Won (1914)
- The Skull, regia di Frank Hall Crane (1914)
- The Lady of the Island, regia di Frank Hall Crane (1914)
- In All Things Moderation, regia di Frank Hall Crane (1914)
- On the High Seas, regia di Frank Hall Crane (1914)
- Tempest and Sunshine, regia di Frank Hall Crane (1914)
- The Futility of Revenge, regia di Fred Church (1914)
- For the People (1914)
- The Coward (1914)
- Three Men Who Knew, regia di Frank Hall Crane (1914)
- Hounded (1914)
- A Gentleman of Art, regia di Stuart Paton (1915)
- Children of Chance, regia di Ben F. Wilson (1915)
- Professional Jealousy (1915)
- The Phantom Warning, regia di Ben F. Wilson (1915)
- The Heart of Sampson (1915)
- Adventures of a Seagoing Hack, regia di Ben F. Wilson (1915)
- The Mystery of the Man Who Slept, regia di Ben F. Wilson (1915)
- A Photoplay Without a Name, or: A $50.00 Reward, regia di Stuart Paton (1915)
- Six or Nine, regia di Ben F. Wilson (1915)
- The Rider of Silhouette, regia di Clem Easton (1915)
- Six Months to Live, regia di Ben F. Wilson (1915)
- A Lesson from the Far East, regia di Clem Easton (1915)
- In the Clutch of the Emperor, regia di Ben F. Wilson (1915)
- The Affair of the Terrace (1915)
- The Ladder of Fortune, regia di Clem Easton (1915)
- Matty's Decision, regia di Stuart Paton (1915)
- Rene Haggard Journeys On, regia di Ben F. Wilson (1915)
- A Shot in the Dark, regia di Ben F. Wilson (1915)
- A Fireside Realization, regia di Ben F. Wilson (1915)
- The Trail of the Upper Yukon, regia di Clem Easton (1915)
- The Force of Example, regia di Ben F. Wilson (1915)
- The Valley of Silent Men, regia di Clem Easton (1915)
- The Last Act, regia di Ben F. Wilson (1915)
- Souls in Pawn, regia di Ben F. Wilson - cortometraggio (1915)
- A Happy Pair, regia di Ben F. Wilson (1915)
- Jealousy, What Art Thou?, regia di Ben F. Wilson (1915)
- The Proof, regia di Ben F. Wilson (1915)
- A Seashore Romeo, regia di Ben F. Wilson (1915)
- Sh! Don't Wake the Baby, regia di Ben F. Wilson (1915)
- The House with the Drawn Shades, regia di Ben F. Wilson (1915)
- The Springtime of the Spirit, regia di Ben F. Wilson (1915)
- The Parson of Pine Mountain, regia di Ben F. Wilson (1915)
- The Mystery of the Locked Room, regia di Ben F. Wilson (1915)
- Juror Number Seven, regia di Ben F. Wilson (1915)
- The Bachelor's Christmas, regia di Ben F. Wilson (1915)
- Shattered Nerves, regia di Ben F. Wilson (1916)
- In His Own Trap, regia di Ben F. Wilson (1916)
- One Who Passed by, regia di Ben F. Wilson (1916)
- Borrowed Plumes, regia di Ben F. Wilson (1916)
- Saved by a Song, regia di Ben F. Wilson (1916)
- His Brother's Pal, regia di Ben F. Wilson (1916)
- Behind the Curtain, regia di Henry Otto (1916)
- A Social Outcast, regia di Ben F. Wilson (1916)
- Their Anniversary, regia di Ben F. Wilson (1916)
- Her Husband's Honor, regia di Ben F. Wilson (1916)
- A Wife at Bay, regia di Ben F. Wilson (1916)
- Harmony in A Flat, regia di Raymond L. Schrock (1916)
- A Gentle Volunteer, regia di Ben F. Wilson (1916)
- The Cad, regia di Ben F. Wilson (1916)
- The Code of His Ancestors, regia di Raymond L. Schrock (1916)
- The Sheriff of Pine Mountain, regia di Ben F. Wilson (1916)
- The Finer Metal, regia di Raymond L. Schrock (1916)
- Ambition, regia di James Vincent (1916)
- Any Youth, regia di Allen Holubar - cortometraggio (1916)
- Midwinter Madness, regia di Winthrop Kelley (1916)
- The Mark of Cain, regia di Joseph De Grasse (1916)
- Aschenbrödel, regia di Ben F. Wilson (1916)
- Beyond the Trail, regia di Ben F. Wilson (1916)
- If My Country Should Call, regia di Joseph De Grasse (1916)
- The Place Beyond the Winds, regia di Joseph De Grasse (1916)
- The Price of Silence, regia di Joseph De Grasse (1916)
- The Ivy and the Oak, regia di Donald MacDonald (1916)
- The Piper's Price, regia di Joseph De Grasse (1917)
- Hell Morgan's Girl, regia di Joseph De Grasse (1917)
- The Girl in the Checkered Coat, regia di Joseph De Grasse (1917)
- The Flashlight, regia di Ida May Park (1917)
- A Doll's House, regia di Joseph De Grasse (1917)
- Fires of Rebellion, regia di Ida May Park (1917)
- The Rescue, regia di Ida May Park (1917)
- Pay Me!, regia di Joseph De Grasse (1917)
- Triumph, regia di Joseph De Grasse (1917)
- Bondage, regia di Ida May Park (1917)
- The Grand Passion, regia di Ida May Park (1918)
- Broadway Love, regia di Ida May Park (1918)
- The Risky Road, regia di Ida May Park (1918)
- A Soul for Sale, regia di Allen Holubar (1918)
- The Mortgaged Wife, regia di Allen Holubar (1918)
- The Talk of the Town, regia di Allen Holubar (1918)
- The Heart of Humanity, regia di Allen Holubar (1918)
- Destiny, regia di Rollin S. Sturgeon (1919)
- The Right to Happiness, regia di Allen Holubar (1919)
- Paid in Advance, regia di Allen Holubar (1919)
- L'amante fatale (Once to Every Woman), regia di Allen Holubar (1920)
- Man-Woman-Marriage, regia di Allen Holubar (1921)
- Hurricane's Gal, regia di Allen Holubar (1922)
- The Sporting Chance, regia di Oscar Apfel (1925)
- The Gay Deceiver, regia di John M. Stahl (1926)
- Women Love Diamonds, regia di Edmund Goulding (1927)
- Amanti per burla (The Cradle Snatchers), regia di Howard Hawks (1927)
- The Jazz Cinderella, regia di Scott Pembroke (1930)